# カーテンの向こう
「カーテンの向こう」（hospital window）は短編小説。都市伝説などを検証するサイト「スノープス」によると1934年にAllan Seagerによって書かれた小説であるという。日本では立石喜男による道徳の資料が知られる。

## あらすじ
ある国の病室で重病人の2人の男がベッドに横たわっていた。窓際の男は、窓の外を見ることが出来ないもう片方の男に窓の外の風景を話すことで時間を潰して居た。窓際の男が語る公園の風景、美しい花など外の世界の様子にもうひとりの男は心が癒やされていた、その一方で外の風景を独占する窓際の男への憎しみも増していった。内心窓際の男の死すら願うようになってしまう。ある日本当に窓際の男は死んでしまう。いよいよ自分が窓際に移れると喜んだ男だが、窓の外にあったのは窓を覆う冷たいレンガの壁だった。すべては窓際の男が彼を楽しませるために作った作り話だったのだ。

## 都市伝説と補足
前述の通りインターネット上の都市伝説として、知られているエピソードの一つでもある。窓際の男が苦しんでいるのを見てもう片方の男はナースコールを発することをためらう。結果的に目論見通り窓際の男は死んでしまう。結末は同じである。
立石喜男の「カーテンの向こう」では私、ヤコブ、ニコルの3人から話が展開され、最後にレンガの壁の真実を知るのは「私」である。

## 映像化
2012年にアメリカ合衆国でIMDbProによって短編の映像化されている。